# Raucedine
Per  raucedine  si intende una alterazione della normale voce, ove appare aspra e stridula o bassa e cavernosa, tremolante, oppure con un tono più alto o basso, spesso un episodio a carattere benigno, che può far parte dei disturbi della fonazione. La raucedine può essere un disturbo isolato, ma più spesso è associato a tosse, difficoltà alla deglutizione, febbre e difficoltà respiratorie.

## Aspetti di anatomia e funzione della laringe

Laringe

La laringe è un organo complesso: la sua struttura ha funzioni protettive, respiratorie, per quanto riguarda la deglutizione ed è l'organo, che con le corde vocali, è deputato alla fonazione. La laringe si estende dalla base della lingua sino alla trachea ed è formata da diversi strutture di tipo cartilagineo, osseo e membranoso, rivestite da mucosa.
Le cartilagini sono connesse tra loro da legamenti e acquisiscono la motilità da una serie di muscoli intrinseci ed estrinseci. Le corde vocali sono strutture membranose adese alle cartilagini tiroidea e aritenoidea, sono responsabili della produzione dei suoni, che derivano dalla messa in vibrazione dell'epitelio delle stesse, con il flusso di aria risalente dai polmoni.
La produzione del suono è un meccanismo complesso caratterizzato dalle variazioni di pressione dell'aria che agiscono sull'epitelio con la produzione delle onde sonore. I margini delle corde vocali debbono essere sufficientemente vicini, tale situazione è permessa dai movimenti delle cartilagini e dei muscoli deputati alla messa in tensione delle stesse. La risonanza delle onde sonore può essere modificata da numerosi fattori: dalla posizione delle labbra, dalla forma della mandibola, della lingua e del palato molle.

## Eziologia
Le cause dell'infiammazione della faringe o della laringe sono diverse, la più comune è il continuo utilizzo della voce fino ad abusarne. Altre cause sono di origine patologica come la malattia da reflusso gastroesofageo, ma anche malattie della tiroide o della laringe, o laringiti causate da virus parainfluenzali o influenzali.
Queste patologie determinano della alterazioni evidenziabili alla laringoscopia, che possono aiutare a definire la diagnosi definitiva.
Cause più frequenti di raucedine:
| Eziologia              | Patologie riscontrate | Patologie riscontrate                 | Patologie riscontrate            | Patologie riscontrate                            | Patologie riscontrate                                                       | Patologie riscontrate     | Patologie riscontrate |
| ---------------------- | --------------------- | ------------------------------------- | -------------------------------- | ------------------------------------------------ | --------------------------------------------------------------------------- | ------------------------- | --------------------- |
| Infiammazione          | Allergie              | Inalazione di sostanze irritanti      | Infezioni delle vie respiratorie | Traumi diretti (intubazione tracheale)           | Terapia aerosolica con fluticasone                                          | Reflusso laringo-faringeo | Abuso vocale          |
| Neoplasie              | Displasia             | Papillomatosi laringea                | Carcinoma a cellule squamose     |                                                  |                                                                             |                           |                       |
| Malattie neurologiche  | Miastenia grave       | Morbo di Parkinson                    | Sclerosi multipla                | Lesioni del nervo vago o del ricorrente laringeo | Distonia da tensione muscolare                                              |                           |                       |
| Malattie psichiatriche | Afonia da conversione | Distonia laringea (Disfonia spastica) |                                  |                                                  |                                                                             |                           |                       |
| Malattie sistemiche    | Sarcoidosi            | Amiloidosi                            | Acromegalia                      | Ipotiroidismo                                    | Artriti infiammatorie (interessamento dell'articolazione crico-aritenoidea) |                           |                       |

### Cause infiammatorie ed infettive
La laringite acuta è piuttosto frequente ed in genere è secondaria a virosi delle vie aeree superiori, più raramente di origine batterica o fungina, e ad abusi vocali, cioè l'utilizzo eccessivo delle corde vocali in chi deve parlare a lungo o cantare. La raucedine può essere solo uno dei sintomi di presentazione, come in caso di esposizione ad allergeni o agenti irritanti. La laringite cronica è più spesso associata al fumo e all'abuso cronico della voce, ma solo raramente le lesioni delle corde vocali sono irreversibili.
Una particolare forma di laringite cronica può essere secondaria all'uso prolungato di corticosteroidei per uso inalatorio, specie il fluticasone, utilizzato in forme asmatiformi.

### Cause neuromuscolari e psichiatriche
La paralisi delle corde vocali è una delle cause di raucedine secondarie a lesioni del nervo laringeo ricorrente, successive a chirurgia del collo o della tiroide. Anche l'intubazione tracheale, può determinare il sintomo in seguito a trauma diretto, a infiammazione secondaria delle corde vocali o alla loro paralisi
Una distonia muscolare può derivare da una tensione laringea secondaria a diversi fattori associati come stress, disfunzioni respiratorie o neuromuscolari, reflusso laringo-faringeo.
Patologie psichiatriche si manifestano spesso in seguito a traumi, l'afonia da conversione ne è il tipico esempio: il paziente può sussurrare, ma non mantenere un tono di voce normale.

### Patologie sistemiche e tumorali
Disfunzioni endocrine come ipotiroidismo e acromegalia, l'artrite reumatoide e patologie infiltrative, come la sarcoidosi e l'amiloidosi, possono essere cause infrequenti di raucedine. La leucoplachia laringea, come il carcinoma a cellule squamose sono in genere associati al fumo di sigaretta, all'abuso di alcol e talora al reflusso gastroesofageo. Sintomi generalmente presenti in corso di carcinoma, oltre alla raucedine, sono: dolore laringeo, tosse, emottisi e disfagia.

## Clinica
La raucedine è un sintomo comune a numerose e differenti patologie. La descrizione che ne fa il paziente, come modifica della qualità della voce, spesso non correla con l'effettiva valutazione obiettiva, pertanto è importante conoscere il modo abituale di usare la voce ed eventuali prestazioni inusuali, come possibili fattori scatenanti (abuso vocale, esposizioni ad allergeni e al fumo). 
Oltre al normale esame obiettivo del collo e del capo, va posta particolare attenzione alla visione diretta della laringe con l'utilizzo del videolaringoscopio flessibile.
La laringoscopia è indicata in corso di laringiti che perdurano da più di due settimane e che non possono essere correlate a cause di origine benigna.
Il controllo della sintomatologia con adeguato supporto farmacologico, dove indicato, e con la messa in atto di indicazioni mirate alla riduzione dei fattori scatenanti (fumo, alcol, abuso vocale...) può portare alla remissione dei sintomi e al successivo controllo in follow up del paziente.

## Terapia
L'identificazione e il trattamento delle cause scatenanti associati all'igiene vocale e alla terapia vocale, portano alla soluzione di un alto numero di casi di raucedine definiti benigni. Se entro due-tre mesi non vi fossero risultati la valutazione con laringoscopia è d'obbligo.

### Igiene vocale
Per igiene vocale si intendono un insieme di interventi a diversi livelli, atti a ridurre e/o eliminare alcuni fattori scatenanti:
1. ambientale: umidificare l'aria, eliminare l'esposizione a fumo, polvere, irritanti;
2. comportamentale: limitare il tossire e il raschiare la voce;
3. abitudini vocali: evitare di parlare ad alta voce o urlare per lunghi periodi;[13]
4. abitudini alimentari: ridurre caffè, alcool, cibi piccanti.

### Terapia vocale
La terapia vocale interviene con tecniche non chirurgiche, ma comportamentali, nella riduzione dei possibili traumi laringei secondari ad abitudini errate. La terapia prevede esercizi vocali, riposo vocale, rilasciamento muscolare e supporto respiratorio. La riabilitazione vocale prevede incontri settimanali della durata di 30-60 minuti, per almeno 8-10 settimane. Il successo degli interventi dipende fondamentalmente dall'adesione alle indicazioni di igiene vocale, associate al mantenimento delle tecniche indicate nelle sedute di terapia vocale.